# Volosiv, Nadvirna
Volosiv (în ucraineană Волосів) este o comună în raionul Nadvirna, regiunea Ivano-Frankivsk, Ucraina, formată numai din satul de reședință.

## Demografie
Componența lingvistică a comunei Volosiv
     Ucraineană (99,5%)
     Alte limbi (0,44%)
Conform recensământului din 2001, majoritatea populației comunei Volosiv era vorbitoare de ucraineană (99,5%), existând în minoritate și vorbitori de alte limbi.